# Chami Moubarak
Pour les articles homonymes, voir Moubarak (homonymie).
Chami Moubarak (مبارك حسن شامي), né Richard Yatich au Kenya le 1er décembre 1980, est un marathonien qatari.

## Carte d'identité
- Taille :
- Poids de forme :
- Meilleure performance : 2 h 07 min 17 s (Marathon de Paris 2007)

## Palmarès
- 2005
  - Vainqueur du Marathon de Venise en 2 h 09 min 22 s
  - Vainqueur du Marathon de Vienne en 2 h 12 min 20 s
  - Vice-Champion du Monde de Semi-Marathon à Edmonton en 1 h 01 min 09 s

- 2006
  - Vainqueur du Marathon à Doha aux Jeux asiatiques de 2006 en 2 h 12 min 44 s
  - Vainqueur du Marathon de Prague en 2 h 11 min 11 s
  - 7e championnats du Monde 20 km à Debrecen en 57 min 33 s

- 2007
  - Vainqueur du Marathon de Paris en 2 h 07 min 17 s
  -  Médaille d'argent du marathon aux Championnats du monde d'athlétisme 2007 à Osaka ( Japon)
  - 5e Semi-Marathon Paris en 60 min 47 s
  - 7e des Championnats du monde cross-country à Mombassa

- 2009
  - Vainqueur des 15 km du Puy-en-Velay